# Feliu Monné i Batallé
Feliu Monné i Batallé (Olesa de Montserrat, 15 de febrer del 1864 - Esparreguera, 23 de gener del 1935) va ser un músic i compositor, especialment de ballables.

## Biografia
Els Monné van ser una família eminentment musical a l'Olesa i l'Esparreguera des de mitjan segle xix fins ben entrat el segle xx. Els tres germans Fèlix (n. 1840), Feliu (1864-1935) i Agustí Monné i Batallé (n. 1850) van tenir respectivament els fills músics Agustí (1873-1939) i Josep Monné i Dinarés (1878-1954) —fills d'en Fèlix—; Andreu Monné i Duran (1890-1935) —fill d'en Feliu—; i Francesc Quico Monné i Casanovas (1884-959). D'aquest darrer n'eixiria el conjunt Els Nois d'Olesa Monné. Ja de ben jove, en Feliu començà a aprendre de música; acabà tocant el piano, l'orgue i el violí. Amb pocs anys, amb un germà seu marxaren a viure a Esparreguera. Amb 21 anys fundà la Cobla-Orquestra Monnés (o Munnés) (encara existia el 1929). Dirigí diverses agrupacions corals i actuà d'intèrpret en concerts de música clàssica; també va ser professor de música, i ensenyà solfeig i alguns instruments. En morir era l'organista de l'església parroquial del seu poble d'adopció. L'Ajuntament d'Esparreguera li dedicà un carrer.
Feliu Monné fou autor d'un gran nombre de composicions i arranjaments musicals, amb uns cinc-cents títols, on a banda de la música sacra, les sardanes i les caramelles, predominen les peces de ball, tant per a orquestra com per a piano, per a cobla, per a gralla o per a un petit grup de corda. També va fer músiques per a La Passió d'Esparreguera.
El seu fill, Andreu Monné i Duran (Esparreguera, 1890 - novembre 1935), va ser compositor i músic dels Monnés fins que la mort n'estroncà la curta existència. Compongué les sardanes Esparreguera, Eulàlia, Filomena, Garba d'or, Joventut, La Moreneta, Record de joventut i Sardana de les fades.

## Obres

### Ballables
De Tots Sants a Manresa (pasdoble), L'elegància (vals), L'entremaliada (polca) i El xuflero (vals-jota).

### Per a gralla
Los tarragonenses (1902, rigodon), Marxa per a processó (1903), La clavellina (1904, sardana), Noche buena (1904, dansa), La pastorcilla (1908, dansa), Rosita (1907, dansa), La coqueta (1903, dansa), La frescachona (1902, dansa) i Loca de amor (1917, dansa), La carnavalesca (1901, americana), El graller (1902, pasdoble), El andarín (1903, pasdoble), Rompen filas (1901, pasdoble), La ligera (1903, polca) i La Republicana (1917, polca), La bicicleta (1901, polca amb variacions), La modernista (1902, masurca), Palmira (1917, masurca), Un capricho (1897, masurca obligada de gralla), El vallesano (1901, vals jota), El montanyès (1907, vals jota), El Curro (1904, vals jota), Algabeño (1903, vals jota) i El jaleo (1901, vals jota), Los gasistas (1903, xotis), Los vendrellenses (1902, xotis), Los liliputienses (xotis) i Los huérfanos (xotis), La fira de Vilanova (fantasia per a gralla del 1902, amb lletra de Josep Anselm Clavé) i Lliri d'aigua (1917, fantasia per a gralla).

### Sardanes
- A la plaça de l'església
- L'aplec de la Salut
- L'aplec del Puig
- La clavellina (1907), per a gralla
- Consol
- Enjogassada
- Esmeragda (1928)
- Faustina
- Florida
- La font dels Monjos (1928)
- La font dels pastors (1928)
- Llibertat
- Montserrat
- Montserratina
- Nit de Sant Jordi (1925)
- Paquita
- Petita... bonica (1928)
- El retorn (1928)
- La sardana del dilluns
- La sardana del dimarts
- La sardana dels ocells

## Enregistraments
- DC Música per a gralla d'autors vuitcentistes, enregistrat per la colla Els Vernets (Barcelona: Generalitat de Catalunya, 2002), comprèn Los tarragonenses, La clavellina, Los huérfanos, La fira de Vilanova
- DC Grallers Els Bordons, enregistrat pel grup de Grallers Els Bodons de Tarragona (Tarragona, DiscMedi 2003), comprèn Marxa per a processó